# Myobradypterygius
Myobradypterygius is een geslacht van de Ichthyosauria dat tijdens het vroege Krijt leefde in het gebied van het huidige Zuid-Amerika.

## Naamgeving
Begin twintigste eeuw, tegen 1902, vond de Duitse geoloog en bergbeklimmer Rudolph Hauthal op de Nevado de Famatina in Argentinië, waar hij op grote hoogte via een kabelbaan fossielen borg, de voorste romp van een ichthyosauriër. De vondst, specimen MLP 79-I-30-2, werd in 1925 beschreven door Friedrich von Huene. In 1927 beschreef Von Huene een tweede exemplaar, specimen MLP 79-I-30-1, een linkervoorvin. Hij besloot dat beide specimina van één soort afkomstig waren die hij benoemde als Myobradypterygius hauthali. De geslachtsnaam verwees naar de overeenkomsten met Myopterygius en voegde daar het woord bradys, "langzaam", aan toe. De soortaanduiding eert Hauthal als ontdekker.
Het holotype, MLP 79-I-30-2, was gevonden in een laag van het Onder-Krijt, Barremien-Hauterivien. Het omvat de wervelkolom en de voorvinnen.
In 1938 benoemde Carlos Rusconi een tweede soort Myobradypterygius mollensis gebaseerd op specimen MHN-PV 106, een reeks van zesenveertig wervels uit de Los Molles-formatie van Argentinië. Deze resten zijn sindsdien meestal aan Platypterygius toegewezen, hoewel nooit formeel een "Platypterygius mollensis" benoemd is. In 1940 benoemde Rusconi een derde soort Myobradypterygius mendozanus, op basis van een skelet met veertig wervels, een schoudergordel en een voorvin welke hij reeds in 1942 hernoemde tot een Ancanamunia mendozana. Bij dat geslacht bracht hij ook M. mollensis onder. Deze namen hebben nooit veel aandacht gekregen. Soms werden ze ondergebracht bij Ophthalmosaurus, soms bij Baptanodon.
In 1972 hernoemde Christopher McGowan Myobradypterygius hauthali tot een Platypterygius hauthali. Lange tijd werd dit door andere onderzoekers gevolgd. In 2005 werd het materiaal opnieuw beschreven waarbij de geldigheid van de soort bevestigd werd. Specimen MLP 79-I-30-1 werd in deze publicatie als het holotype gezien en als afkomstig van hetzelfde individu als specimen MLP 79-I-30-2.
In 2014 kwam er een meer fundamentale verandering toen Wolfgang Stinnesbeck een enorme concentratie van zesenveertig ichthyosauriërfossielen meldde uit de Zapataformatie van Chili. Sommige daarvan werden aan Platypterygius cf. Hauthali toegewezen, zoals de specimina TY11), TY14, TY61, TY56, TY38, TY24 en TY16. Dat maakte het mogelijk de bouw veel beter te vergelijken.
In 2024 werd het geslacht Myobradypterygius door Lisandro Campos e.a. weer als geldig erkend. Zoiets heeft overigens nooit een officiële status: het was tussen 1972 en 2024 al mogelijk om naar keuze van Myobradypterygius hauthali te spreken en ook daarna staat het de wetenschapper vrij het over een Platypterygius hauthali te hebben. De "herleving" van de naam paste in een trend om iedere soort een eigen geslacht te geven en kwam voort uit het besef dat de verschillende soorten van Platypterygius vaak niet nauw verwant waren.

## Beschrijving
Myobradypterygius is een vrij kleine soort.
Von Huene stelde twee onderscheidende kenmerken vast: een aantal van minstens zeven vingers in de voorvin en een intermedium dat distaal, dus aan de uiterste zijde, twee ongeveer even grote gewrichtsfacetten bezit, ieder uitlopend in een vinger. In 2005 werd dat laatste kenmerk verfijnd door van een zeshoekig intermedium te spreken. Het was al duidelijk dat meer soorten meer dan zeven vingers bezaten; als een nieuw onderscheidend kenmerk werd een opperarmbeen gegeven met een klein facet voor een extra onderarmbeen, voor het spaakbeen gelegen.

## Fylogenie
Het taxon werd na 1972 in de Platypterygiinae geplaatst. In 2024 beperkte men zich tot de vaststelling dat het geslacht tot de Ophthalmosauridae behoorde.